# Àustria al Festival de la Cançó d'Eurovisió
Àustria ha participat en el Festival de la Cançó d'Eurovisió des del seu debut en 1957. El país ha guanyat en 3 ocasions: el 1966, amb Udo Jürgens i la cançó «Merci, chérie»; en 2014, amb Conchita Wurst i la cançó Rise Like a Phoenix. i en 2025, amb JJ i la cançó «Wasted Love».
En anys recents, Àustria ha tendit cap a cançons diferents, en contrast amb l'èxit de les cançons pop. L'any 2003 va representar Àustria el comediant Alf Poier amb «Weil Der Mensch Zählt», una cançó de tipus infantil barrejada amb rock i lletra satírica amb la qual el país va quedar en sisè lloc. En 2005, hi van aportar la interpretació de la banda de folk Global Kryner amb una cançó d'influència llatina en anglès i espanyol anomenada «Y Así». Aquesta va ser la primera vegada que Àustria va aparèixer en una semifinal i el país no va aconseguir classificar-se a la final.
Després d'un any d'absència voluntària, en 2007 van presentar el tema pop-rock «Get a life, get alive», que va quedar penúltim amb tan sols 4 punts. Després d'aquest resultat, l'ORF va decidir tornar a retirar-se.
Després de 3 anys, Àustria, en veure la victòria de la seva veïna Alemanya, decidí participar en l'edició de 2011 que se celebraria a Düsseldorf. Amb la balada «The secret is love», interpretada per Nadine Beiler, aconseguiren superar una semifinal per primera vegada. Després de l'any 2011, Àustria no va aconseguir superar una semifinal fins que Conchita Wurst ho va fer i va guanyar el festival, fet que va donar la segona victòria a Àustria després de 48 anys. Amb la felicitat d'acollir a la seva capital el Festival d'Eurovisió 2015, acabarien últims a casa amb 0 punts. Després d'aquesta derrota, en 2016 van aconseguir donar la sorpresa i classificar-se per a la final en la qual van aconseguir 151 punts i la tretzena posició.
A pesar de no estar entre els favorits, en 2018 va aconseguir acabar en tercera posició, per primera vegada, amb Cesár Sampson i «Nobody but you», qui va aconseguir fins i tot guanyar el vot del jurat d'aqueix any. En 2019, Pænda no va passar de la seva semifinal.
El Festival d’Eurovisió 2025, amb JJ y «Wasted Love», va donar la tercera victòria a Àustria.
En un total de 21 vegades, Àustria ha quedat al TOP-10 dins d'una gran final.

## Absències
Àustria ha optat per no competir en diferents edicions. La primera ocasió en què van faltar a la cita va ser en Eurovisió 1969, celebrat a Madrid. Com que Espanya era governada pel dictador Francisco Franco, en aquesta època, Àustria va decidir no assistir al Festival per tal de boicotejar-lo. L'historiador del concurs John Kennedy O'Connor va assenyalar que Àustria li havia donat dos punts a Espanya en l'esdeveniment previ i Espanya va guanyar només per un punt, per tant la protesta política també era per un sentiment de culpa.
Al següent any, Àustria també estaria absent, aquesta vegada a causa del resultat sense precedents del 1969, en el qual quatre cançons van empatar en el primer lloc, un resultat que va fer que diversos països abandonessin el concurs en la següent edició.
Entre 1973 i 1975, Àustria tampoc no hi va participar. La raó exacta d'això no està molt clara. No obstant això, el sistema de puntuació en un dels Festivals - que permetia a totes les cançons un nombre mínim de punts garantit - va poder haver estat un factor.
El país no hi va participar en 1998 ni en 2001, ja que no havia aconseguit suficients bons resultats els cinc anys previs i van ser relegats per la UER.
Abans del concurs del 2006, Àustria va anunciar que no hi participaria en protesta pel mal resultat obtingut en anys previs, amb l'argument que el talent musical dels intèrprets ja no era un factor determinant per a l'èxit al Festival.
Àustria hi va tornar en 2007 a Hèlsinki, però van acabar en penúltima posició a la semifinal. L'ORF va citar el resultat del 2007, així com a la pèrdua d'interès per part de l'audiència, perquè Àustria no hi tornés en 2008. El director de programació d'ORF, Wolfgang Lorenz, també va deixar entreveure que Àustria podria retirar-se del festival de manera indefinida, amb el manifest que "ORF no té desitjos d'enviar més talent fora d'Àustria a un Festival on aquests no tenen oportunitats... Si la situació canvia, estarem feliços de formar-ne part de nou". No obstant això, aquesta situació va canviar a causa dels canvis que va implementar la UER en 2009 i a la victòria de la veïna Alemanya en 2010 amb una cançó, "Satellite", que va tenir èxit comercial a Àustria. Àustria hi va tornar a participar en 2011.

## Processos de selecció
Àustria seleccionava la seva cançó a través del festival song. XX (on XX representa els últims dos dígits de l'anys - exemple: song.null.funf en 2005). Quan Àustria va tornar al festival després de tres anys d'absència en 2011, va canviar de format de preselecció. La preselecció, anomenada "Düsseldorf, Wir Kommen!" constava d'una fase de votació per Internet prèvia a la final televisada.

## Participacions
Llegenda
| Any                                   | Seu                | Artista               | Cançó                                 | Final                | Punts                | Semifinal                   | Punts                       |
| ------------------------------------- | ------------------ | --------------------- | ------------------------------------- | -------------------- | -------------------- | --------------------------- | --------------------------- |
| 1957                                  | Frankfurt del Main | Bob Martin            | «Wohin, kleines pony?»                | 10                   | 3                    | No va haver-hi semifinals   | No va haver-hi semifinals   |
| 1958                                  | Hilversum          | Liane Augustin        | «Die ganze Welt braucht Liebe»        | 5                    | 8                    | No va haver-hi semifinals   | No va haver-hi semifinals   |
| 1959                                  | Canes              | Ferri Graf            | «Der K und K Kalypso aus Wien»        | 10                   | 4                    | No va haver-hi semifinals   | No va haver-hi semifinals   |
| 1960                                  | Londres            | Harry Winter          | «Du hast mich so fasziniert»          | 7                    | 6                    | No va haver-hi semifinals   | No va haver-hi semifinals   |
| 1961                                  | Canes              | Jimmy Makulis         | «Sehnsucht»                           | 15                   | 1                    | No va haver-hi semifinals   | No va haver-hi semifinals   |
| 1962                                  | Luxemburg          | Eleonore Schwarz      | «Nur in der Wiener Luft»              | 13                   | 0                    | No va haver-hi semifinals   | No va haver-hi semifinals   |
| 1963                                  | Londres            | Carmela Corren        | «Vielleicht geschieht ein Wunder»     | 7                    | 16                   | No va haver-hi semifinals   | No va haver-hi semifinals   |
| 1964                                  | Copenhaguen        | Udo Jürgens           | «Warum nur, warum?»                   | 6                    | 11                   | No va haver-hi semifinals   | No va haver-hi semifinals   |
| 1965                                  | Nàpols             | Udo Jürgens           | «Sag ihr, ich laß sie grüßen»         | 4                    | 16                   | No va haver-hi semifinals   | No va haver-hi semifinals   |
| 1966                                  | Luxemburg          | Udo Jürgens           | «Merci, chérie»                       | 1                    | 31                   | No va haver-hi semifinals   | No va haver-hi semifinals   |
| 1967                                  | Viena              | Peter Horton          | «Warum es hunderttausend Sterne gibt» | 14                   | 2                    | No va haver-hi semifinals   | No va haver-hi semifinals   |
| 1968                                  | Londres            | Karel Gott            | «Tausend Fenster»                     | 13                   | 2                    | No va haver-hi semifinals   | No va haver-hi semifinals   |
| No hi va participar entre 1969 i 1970 |                    |                       |                                       |                      |                      |                             |                             |
| 1971                                  | Dublín             | Marianne Mendt        | «Musik»                               | 16                   | 66                   | No va haver-hi semifinals   | No va haver-hi semifinals   |
| 1972                                  | Edimburg           | Milestones            | «Falter im Wind»                      | 5                    | 100                  | No va haver-hi semifinals   | No va haver-hi semifinals   |
| No hi va participar entre 1973 i 1975 |                    |                       |                                       |                      |                      |                             |                             |
| 1976                                  | La Haia            | Waterloo & Robinson   | «My Little World»                     | 5                    | 80                   | No va haver-hi semifinals   | No va haver-hi semifinals   |
| 1977                                  | Londres            | Schmetterlinge        | «Boom Boom Boomerang»                 | 17                   | 11                   | No va haver-hi semifinals   | No va haver-hi semifinals   |
| 1978                                  | París              | Springtime            | «Mrs. Caroline Robinson»              | 15                   | 14                   | No va haver-hi semifinals   | No va haver-hi semifinals   |
| 1979                                  | Jerusalem          | Christina Simon       | «Heute in Jerusalem»                  | 18                   | 5                    | No va haver-hi semifinals   | No va haver-hi semifinals   |
| 1980                                  | La Haia            | Blue Danube           | «Du bist Musik»                       | 8                    | 64                   | No va haver-hi semifinals   | No va haver-hi semifinals   |
| 1981                                  | Dublín             | Marty Brem            | «Wenn du da bist»                     | 17                   | 20                   | No va haver-hi semifinals   | No va haver-hi semifinals   |
| 1982                                  | Harrogate          | Mess                  | «Sonntag»                             | 9                    | 57                   | No va haver-hi semifinals   | No va haver-hi semifinals   |
| 1983                                  | Múnic              | Westend               | «Hurricane»                           | 9                    | 53                   | No va haver-hi semifinals   | No va haver-hi semifinals   |
| 1984                                  | Luxemburg          | Anita Spanner         | «Einfach weg»                         | 19                   | 5                    | No va haver-hi semifinals   | No va haver-hi semifinals   |
| 1985                                  | Göteborg           | Gary Lux              | «Kinder dieser Welt»                  | 8                    | 60                   | No va haver-hi semifinals   | No va haver-hi semifinals   |
| 1986                                  | Bergen             | Timna Brauer          | «Die Zeit ist einsam»                 | 18                   | 12                   | No va haver-hi semifinals   | No va haver-hi semifinals   |
| 1987                                  | Brussel·les        | Gary Lux              | «Nur noch Gefühl»                     | 20                   | 8                    | No va haver-hi semifinals   | No va haver-hi semifinals   |
| 1988                                  | Dublín             | Wilfried              | «Lisa Mico Lisa»                      | 21                   | 0                    | No va haver-hi semifinals   | No va haver-hi semifinals   |
| 1989                                  | Lausana            | Thomas Forstner       | «Nur ein Lied»                        | 5                    | 97                   | No va haver-hi semifinals   | No va haver-hi semifinals   |
| 1990                                  | Zagreb             | Simone Stelzer        | «Keine Mauern mehr»                   | 10                   | 58                   | No va haver-hi semifinals   | No va haver-hi semifinals   |
| 1991                                  | Roma               | Thomas Forstner       | «Venedig im Regen»                    | 22                   | 0                    | No va haver-hi semifinals   | No va haver-hi semifinals   |
| 1992                                  | Malmö              | Tony Wegas            | «Zusammen geh'n»                      | 10                   | 63                   | No va haver-hi semifinals   | No va haver-hi semifinals   |
| 1993                                  | Millstreet         | Tony Wegas            | «Maria Magdalena»                     | 14                   | 32                   | Kvalifikacija za Millstreet | Kvalifikacija za Millstreet |
| 1994                                  | Dublín             | Petra Frey            | «Für den Frieden der Welt»            | 17                   | 19                   | No va haver-hi semifinals   | No va haver-hi semifinals   |
| 1995                                  | Dublín             | Stella Jones          | «Die Welt dreht sich verkehrt»        | 13                   | 67                   | No va haver-hi semifinals   | No va haver-hi semifinals   |
| 1996                                  | Oslo               | George Nussbaumer     | «Weil's dr guat got»                  | 11                   | 68                   | 6                           | 80                          |
| 1997                                  | Dublín             | Bettina Soriat        | «One Step»                            | 21                   | 12                   | No va haver-hi semifinals   | No va haver-hi semifinals   |
| No hi va participar en 1998           |                    |                       |                                       |                      |                      |                             |                             |
| 1999                                  | Jerusalem          | Bobbie Singer         | «Reflection»                          | 10                   | 65                   | No va haver-hi semifinals   | No va haver-hi semifinals   |
| 2000                                  | Estocolm           | The Rounder Girls     | «All to you»                          | 14                   | 24                   | No va haver-hi semifinals   | No va haver-hi semifinals   |
| No hi va participar en 2001           |                    |                       |                                       |                      |                      |                             |                             |
| 2002                                  | Tallinn            | Manuel Ortega         | «Say a Word»                          | 18                   | 24                   | No va haver-hi semifinals   | No va haver-hi semifinals   |
| 2003                                  | Riga               | Alf Poier             | «Weil der Mensch zählt»               | 6                    | 101                  | No va haver-hi semifinals   | No va haver-hi semifinals   |
| 2004                                  | Istanbul           | Tie Break             | «Du bist»                             | 21                   | 9                    | Top 11 de l'any anterior    | Top 11 de l'any anterior    |
| 2005                                  | Kíev               | Global Kryner         | «Y así»                               | No es va classificar | No es va classificar | 21                          | 30                          |
| No hi va participar en 2006           |                    |                       |                                       |                      |                      |                             |                             |
| 2007                                  | Hèlsinki           | Eric Papilaya         | «Get a Life – Get alive»              | No es va classificar | No es va classificar | 27                          | 4                           |
| No hi va participar entre 2008 i 2010 |                    |                       |                                       |                      |                      |                             |                             |
| 2011                                  | Düsseldorf         | Nadine Beiler         | «The Secret Is Love»                  | 18                   | 64                   | 7                           | 69                          |
| 2012                                  | Bakú               | Trackshittaz          | «Woki mit deim Popo»                  | No es va classificar | No es va classificar | 18                          | 8                           |
| 2013                                  | Malmö              | Natália Kelly         | «Shine»                               | No es va classificar | No es va classificar | 14                          | 27                          |
| 2014                                  | Copenhaguen        | Conchita Wurst        | «Rise Like a Phoenix»                 | 1                    | 290                  | 1                           | 169                         |
| 2015                                  | Viena              | The Makemakes         | «I Am Yours»                          | 26                   | 0                    | País amfitrió               | País amfitrió               |
| 2016                                  | Estocolm           | Zoë                   | «Loin d'ici»                          | 13                   | 151                  | 7                           | 170                         |
| 2017                                  | Kíev               | Nathan Trent          | «Running on Air»                      | 16                   | 93                   | 7                           | 147                         |
| 2018                                  | Lisboa             | Cesár Sampson         | «Nobody but You»                      | 3                    | 342                  | 4                           | 231                         |
| 2019                                  | Tel-Aviv           | Pænda                 | «Limits»                              | No es va classificar | No es va classificar | 17                          | 21                          |
| 2020                                  | Rotterdam          | Vincent Bueno         | «Alive»                               | Festival cancel·lat  | Festival cancel·lat  | Festival cancel·lat         | Festival cancel·lat         |
| 2021                                  | Rotterdam          | Vincent Bueno         | «Amen»                                | No es va classificar | No es va classificar | 12                          | 66                          |
| 2022                                  | Torí               | LUM!X feat. Pia Maria | «Halo»                                | No es va classificar | No es va classificar | 15                          | 42                          |
| 2023                                  | Liverpool          | Teya & Salena         | «Who The Hell Is Edgar?»              | 15                   | 120                  | 2                           | 137                         |
| 2024                                  | Malmö              | Kaleen                | «We Will Rave»                        | 24                   | 24                   | 9                           | 46                          |
| 2025                                  | Basilea            | JJ                    | «Wasted Love»                         | 1                    | 476                  | 5                           | 104                         |
| 2026                                  | Àustria            |                       |                                       |                      |                      | País amfitrió               | País amfitrió               |

## Festivals organitzats a Àustria
| Edició                                | Ciutat seu | Localització                       | Presentandors                                           |
| ------------------------------------- | ---------- | ---------------------------------- | ------------------------------------------------------- |
| Festival de la Cançó d'Eurovisió 1967 | Viena      | Großer Festsaal der Wiener Hofburg | Erica Vaal                                              |
| Festival de la Cançó d'Eurovisió 2015 | Viena      | Wiener Stadthalle                  | Mirjam Weichselbraun, Alice Tumler i Arabella Kiesbauer |
| Festival de la Cançó d'Eurovisió 2026 |            |                                    |                                                         |

## Galeria d'imatges

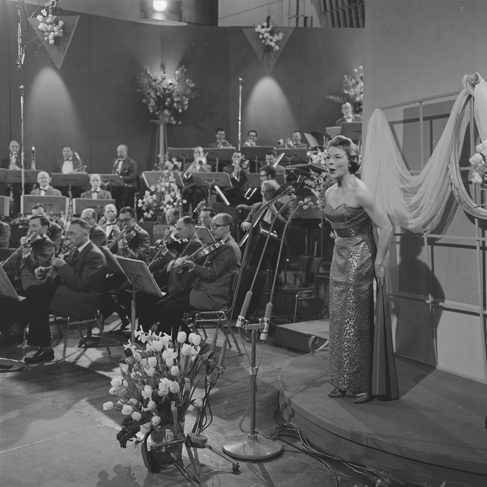
Liane Augustin a Hilversum (1958)
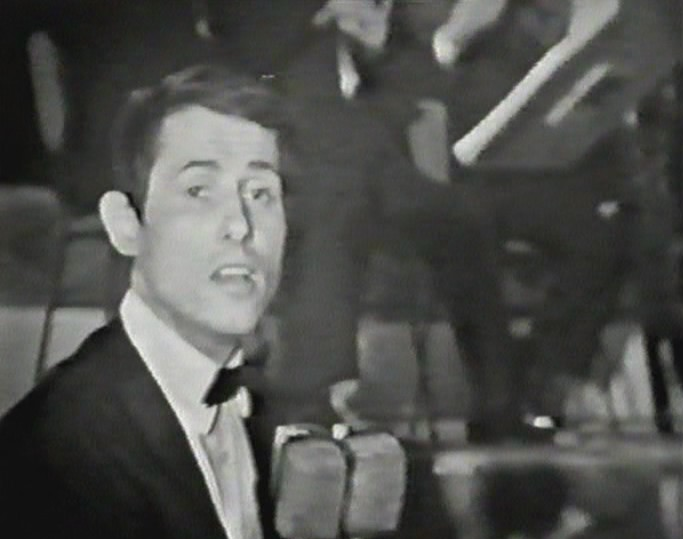
Udo Jürgens a Nàpols (1965)
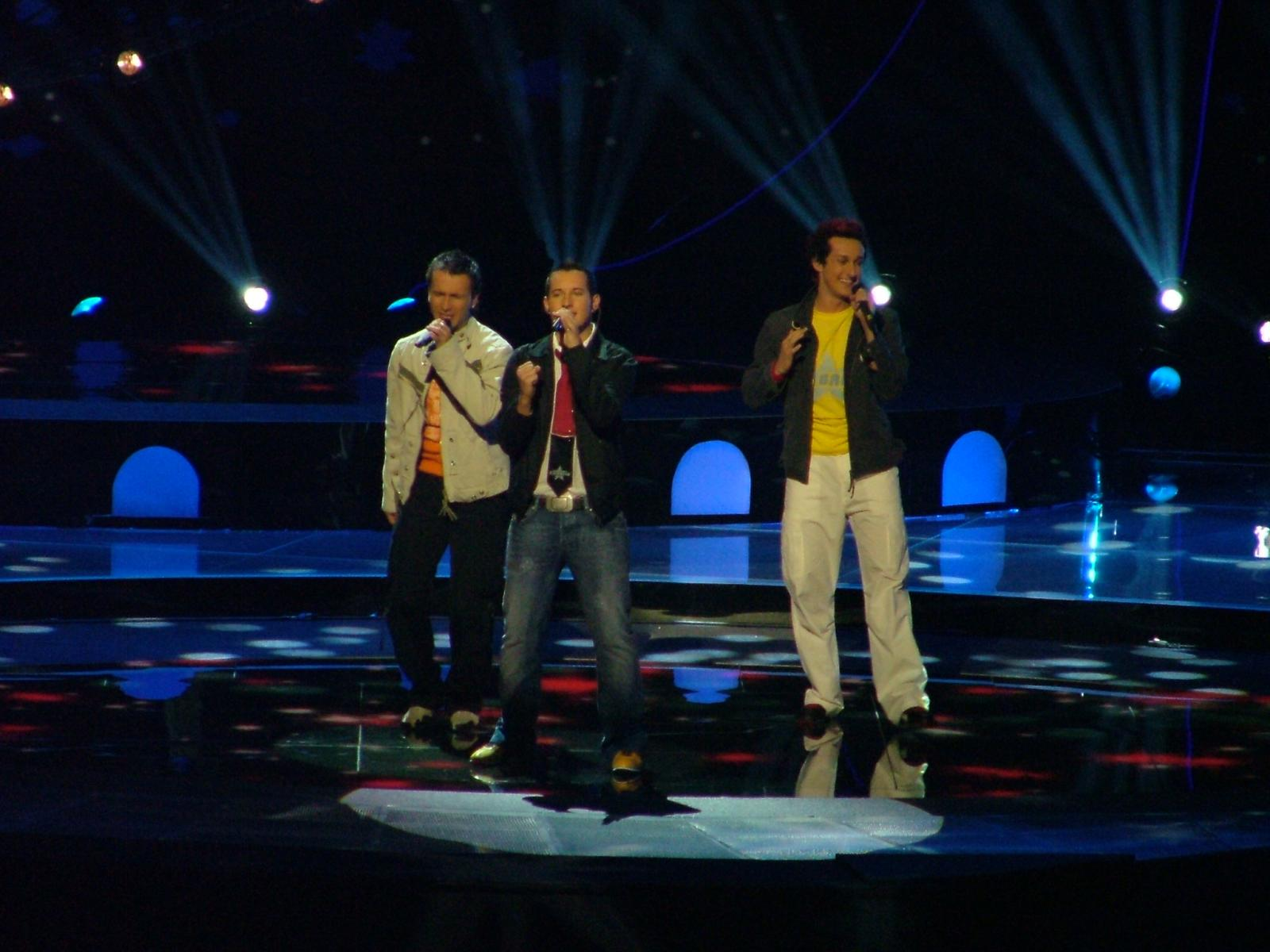
Tie Break a Istanbul (2004)
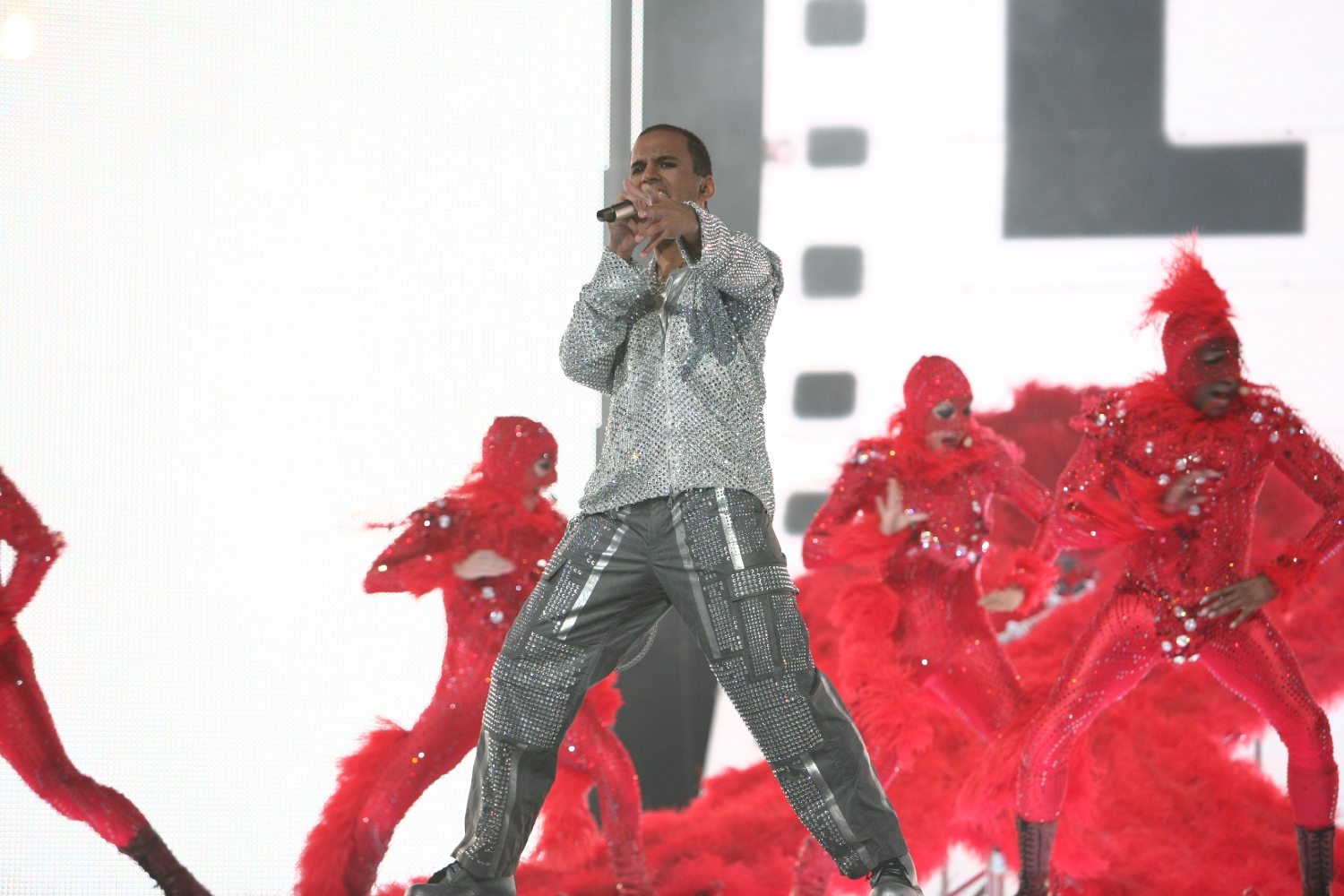
Eric Papilaya a Hèlsinki (2007)
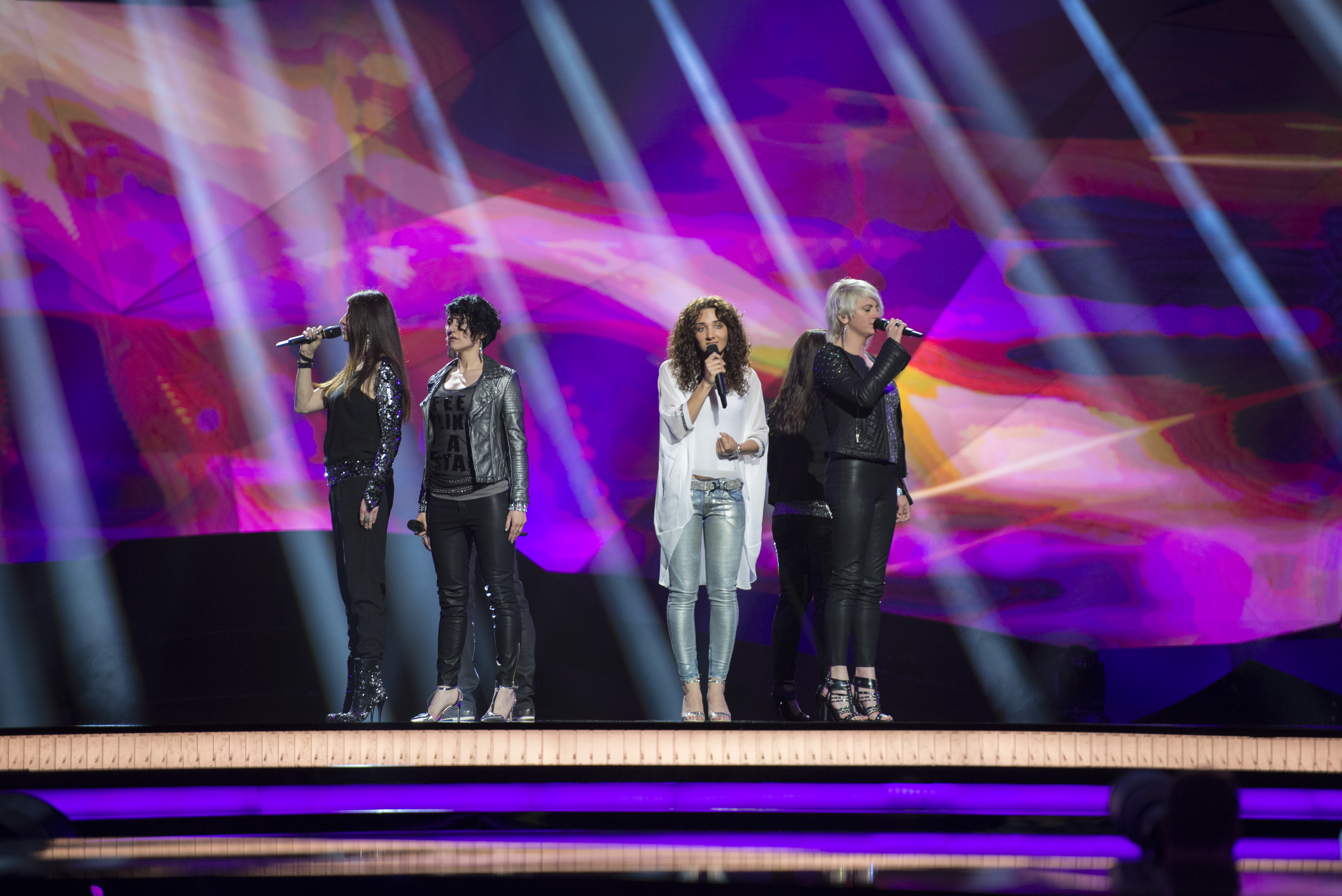
Natália Kelly a Malmö (2013)
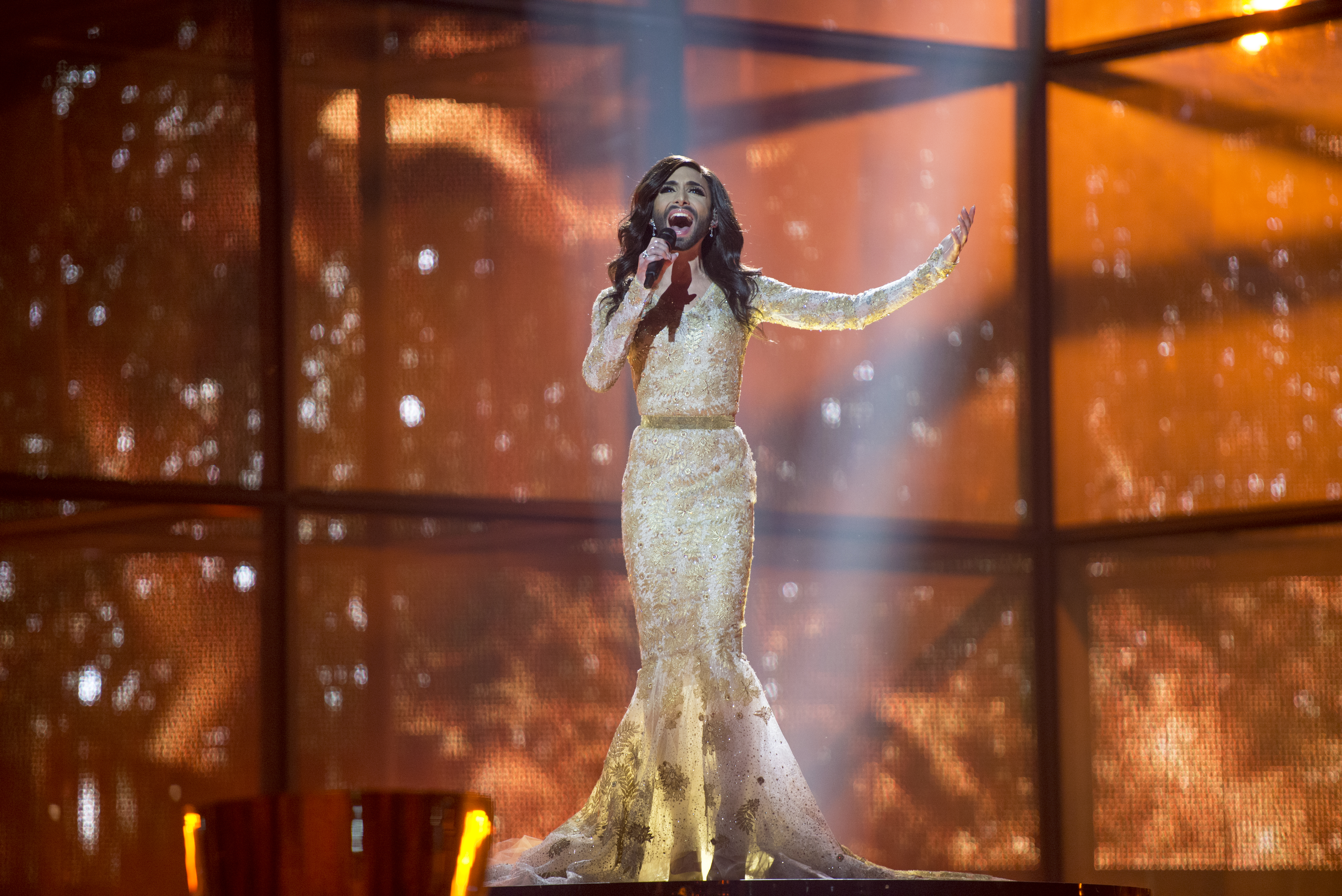
Conchita Wurst a Copenhaguen (2014)
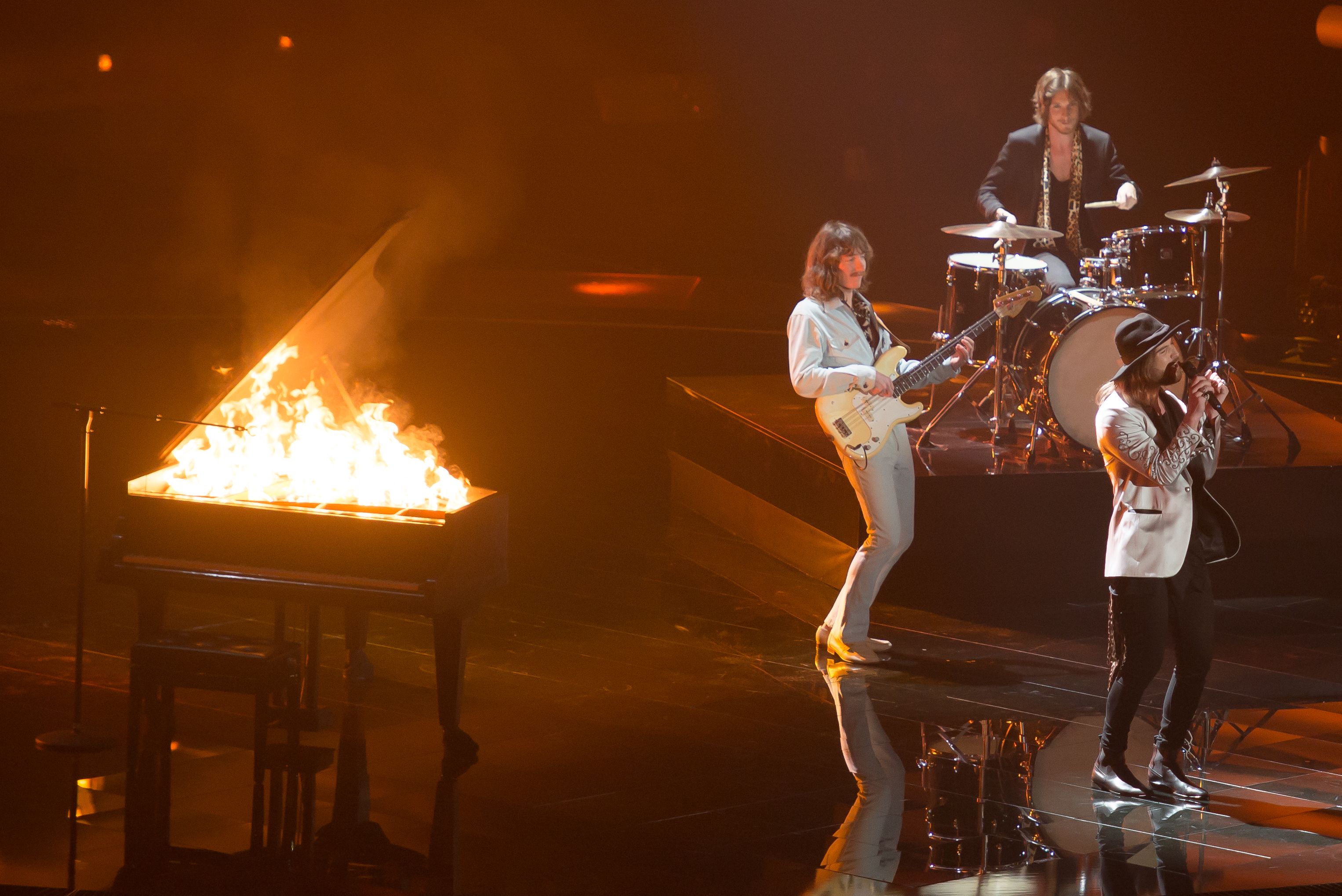
The Makemakes a Viena (2015)
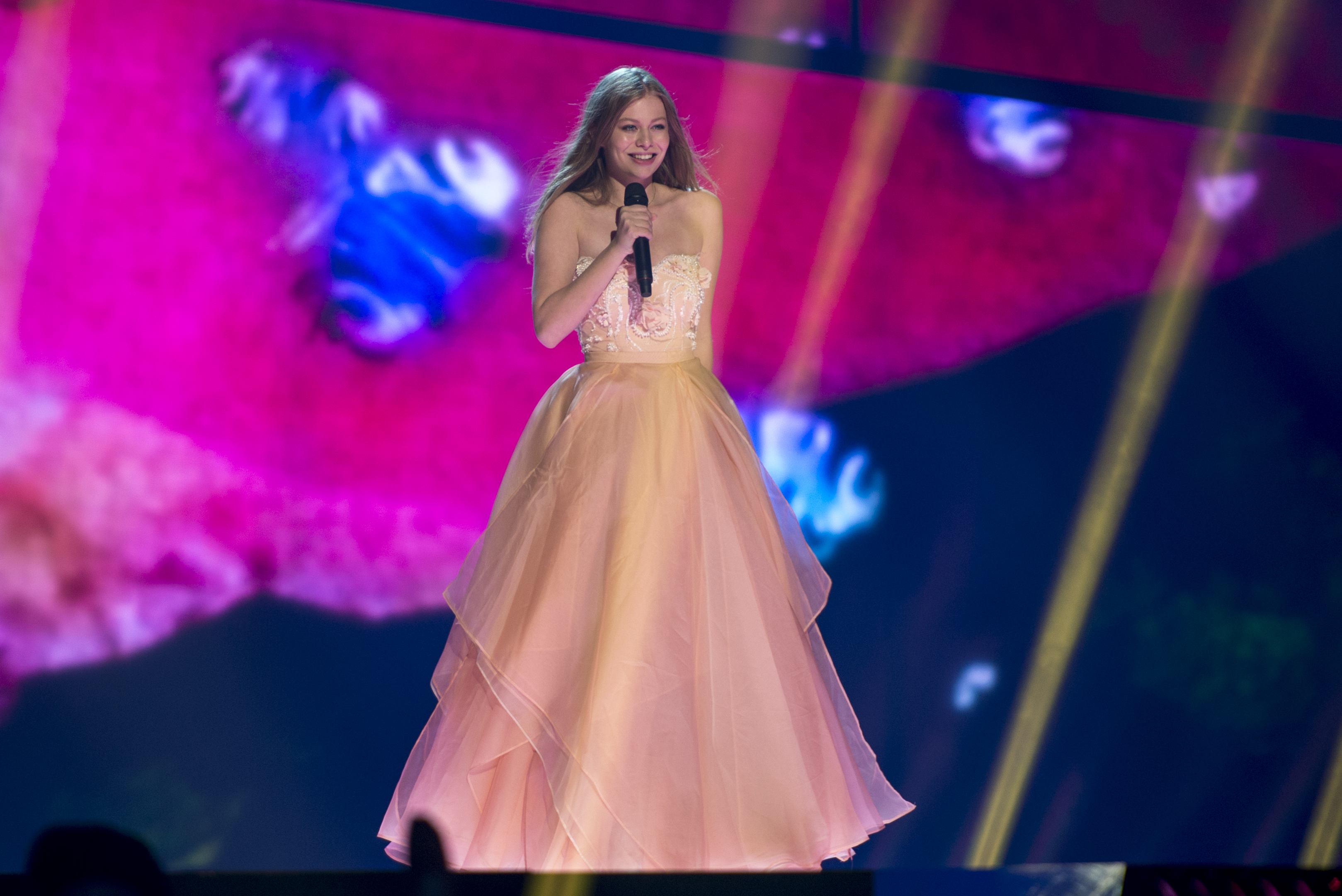
Zoë a Estocolm (2016)
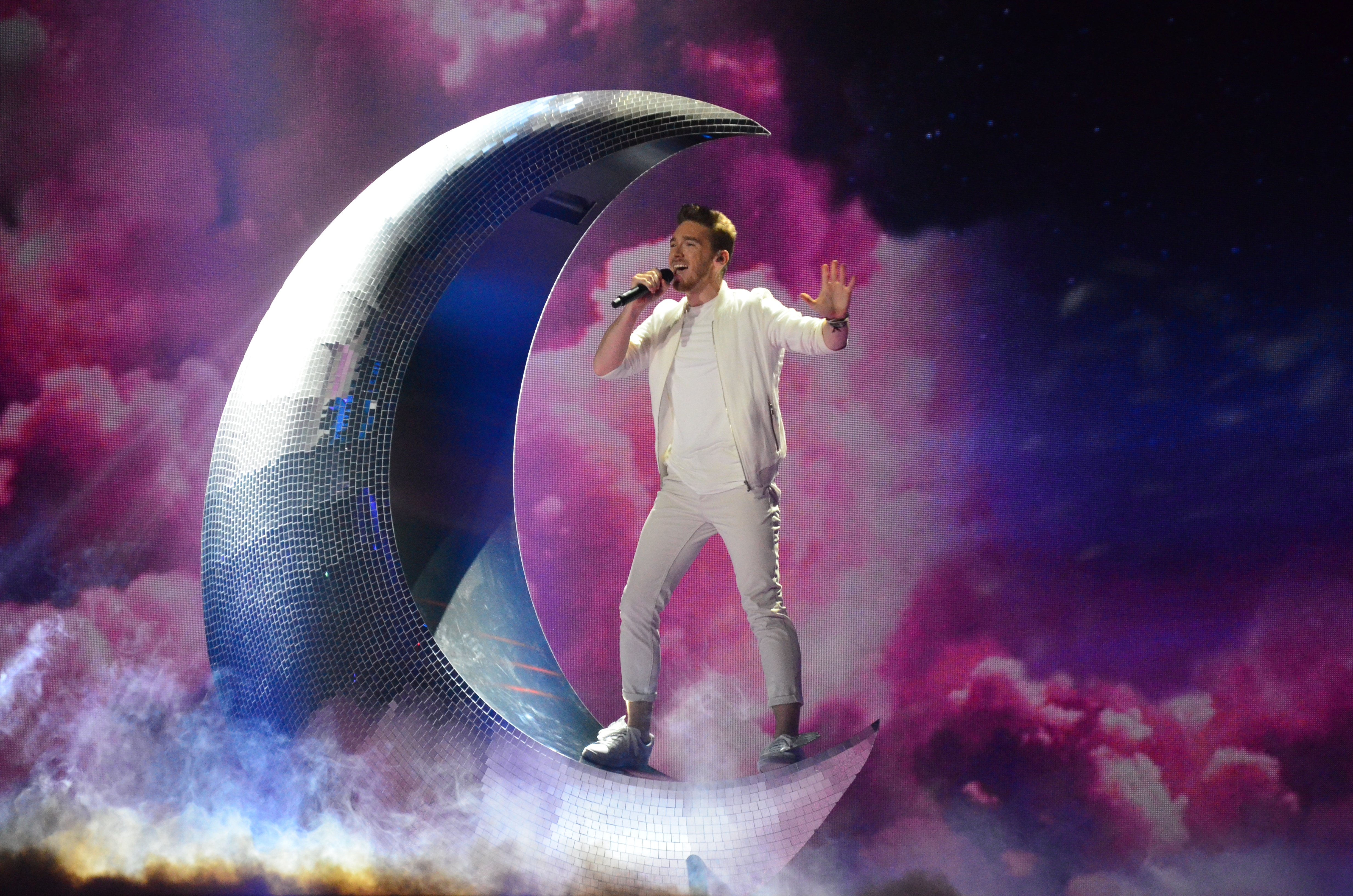
Nathan Trent a Kíev (2017)
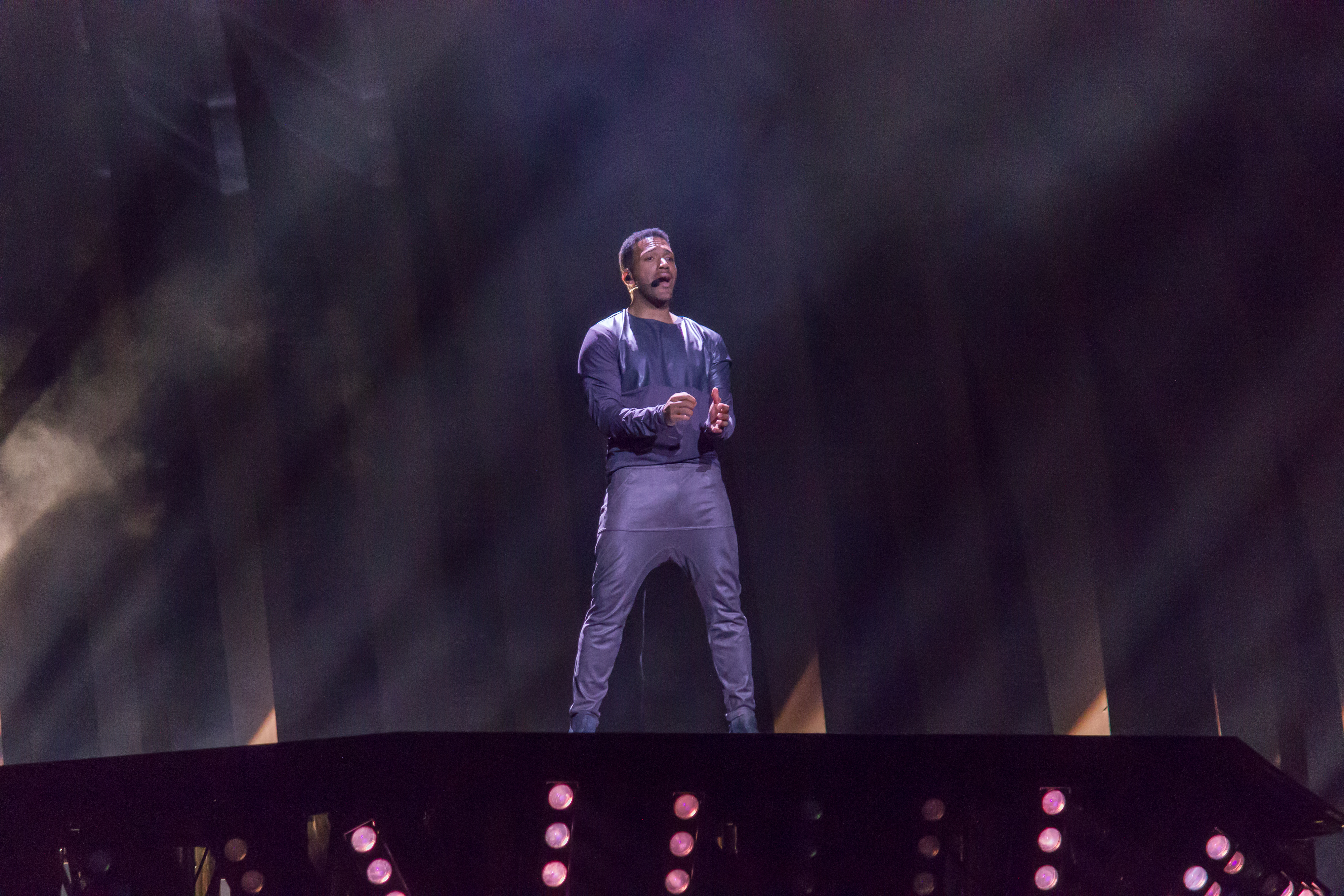
Cesár Sampson a Lisboa (2018)
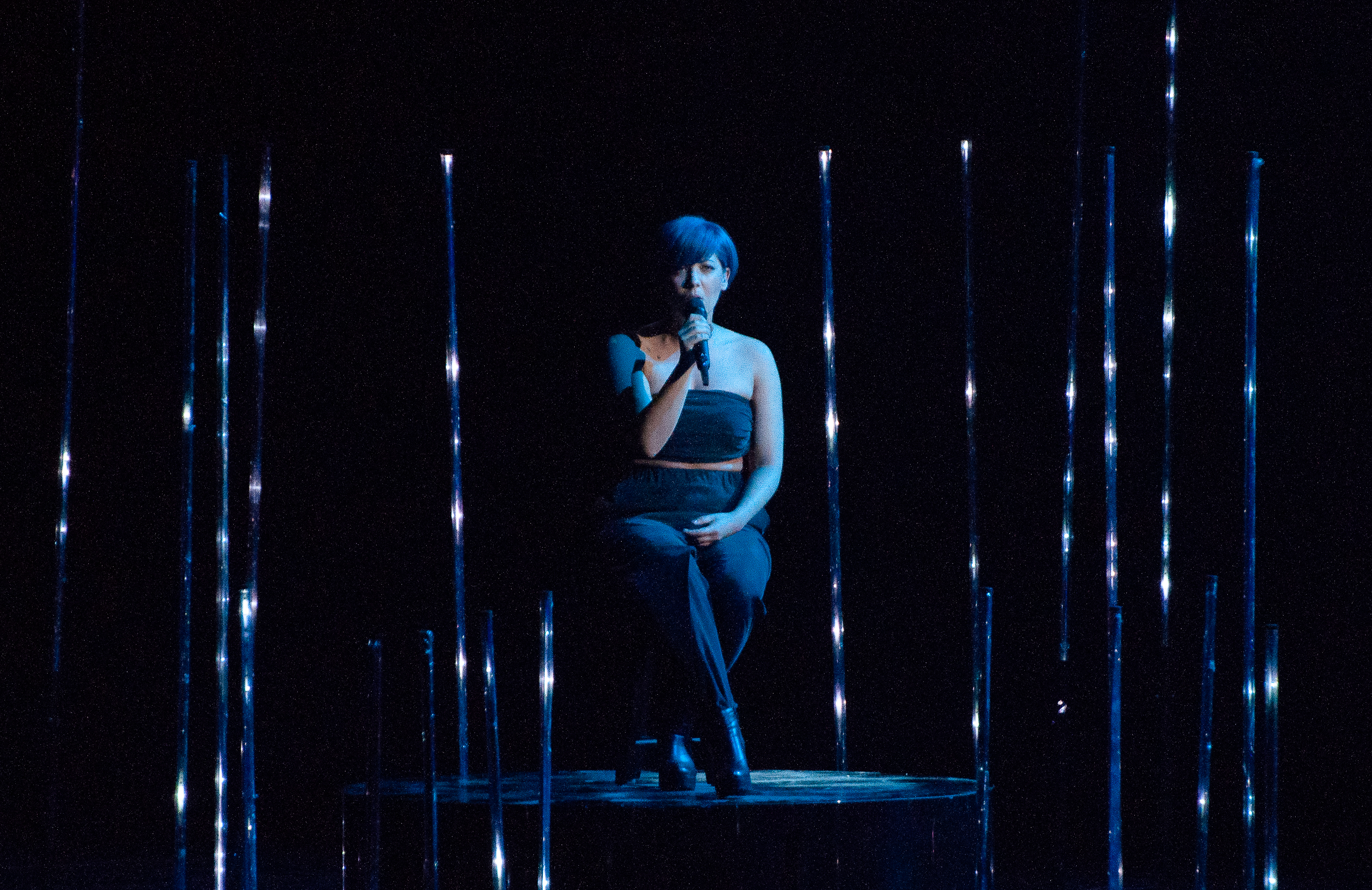
Pænda a Tel-Aviv (2019)